# Власов Іван Васильович
Іван Васильович Власов (нар. 1894, село Токорово Рязанської губернії, тепер Рязанської області, Російська Федерація — розстріляний 25 січня 1938, місто Москва, Російська Федерація) — радянський діяч, керуючий трестів «Кадіїввугілля» та «Східвугілля», член ЦВК СРСР 7-го скликання. Член ЦК КП(б)У з січня 1934 по травень 1937 року.

## Біографія
Народився в селянській родині.
Член РСДРП(б) з 1916 року.
Під час Громадянської війни в Росії служив у Червоній армії. На 1920 рік — комісар 25-го полку РСЧА.
Освіта вища. Перебував на відповідальній господарській роботі.
На 1933—1935 роки — керуючий тресту «Кадіїввугілля» Донецької області.
До жовтня 1937 року — керуючий тресту «Східвугілля» Іркутської області.
10 жовтня 1937 року заарештований органами НКВС. Засуджений Воєнною колегією Верховного суду СРСР 25 січня 1938 року до страти, розстріляний того ж дня. Похований на полігоні «Комунарка» поблизу Москви.
19 грудня 1956 року посмертно реабілітований.

## Нагороди
- орден Леніна (7.07.1935)
- орден Червоного Прапора (1.09.1920)